# San Leonardo, Friuli-Venezia Giulia
San Leonardo är en ort och kommun i regionen Friuli-Venezia Giulia i Italien och tillhörde tidigare även provinsen Udine som upphörde 2018. Kommunen hade 1 082 invånare (2018).